# Eremurus anisopterus
Eremurus anisopterus là một loài thực vật có hoa trong họ Thích diệp thụ. Loài này được (Kar. & Kir.) Regel miêu tả khoa học đầu tiên năm 1873.